# Conocybe pubescens
Espèce
Synonymes
- Galera pubescens Gillet 1876 (basionyme)
- Conocybe pseudopilosella sensu auct.[1]
- Galera cryptocystis G.F. Atk. 1918[1]
- Conocybe cryptocystis (G.F. Atk.) Singer 1954[1]
- Conocybe subpubescens Kühner ex P.D. Orton, 1960[1]
- Conocybe pinetorum Watling, Esteve-Rav. & G. Moreno, 1986[2]
- Conocybe megalospora (Jul. Schäff.) Singer, 1951[2]
- Galera megalospora Jul. Schäff., 1930[2]

Conocybe pubescens, le Conocybe pubescent, est une espèce de champignons Agaricomycètes de la famille des Bolbitiaceae et du genre Conocybe. Ce champignon coprophile est présent sur l'ensemble du globe et commun en Europe. Il s'agit d'une petite espèce au long pied grêle, au chapeau brun-rouille strié, à la sporée de couleur identique et présentant un renflement à la base du pied. Elle se caractérise par une large présence de poils (des cystides lécythiformes) sur l'ensemble du sporophore et des très grandes spores.

## Description

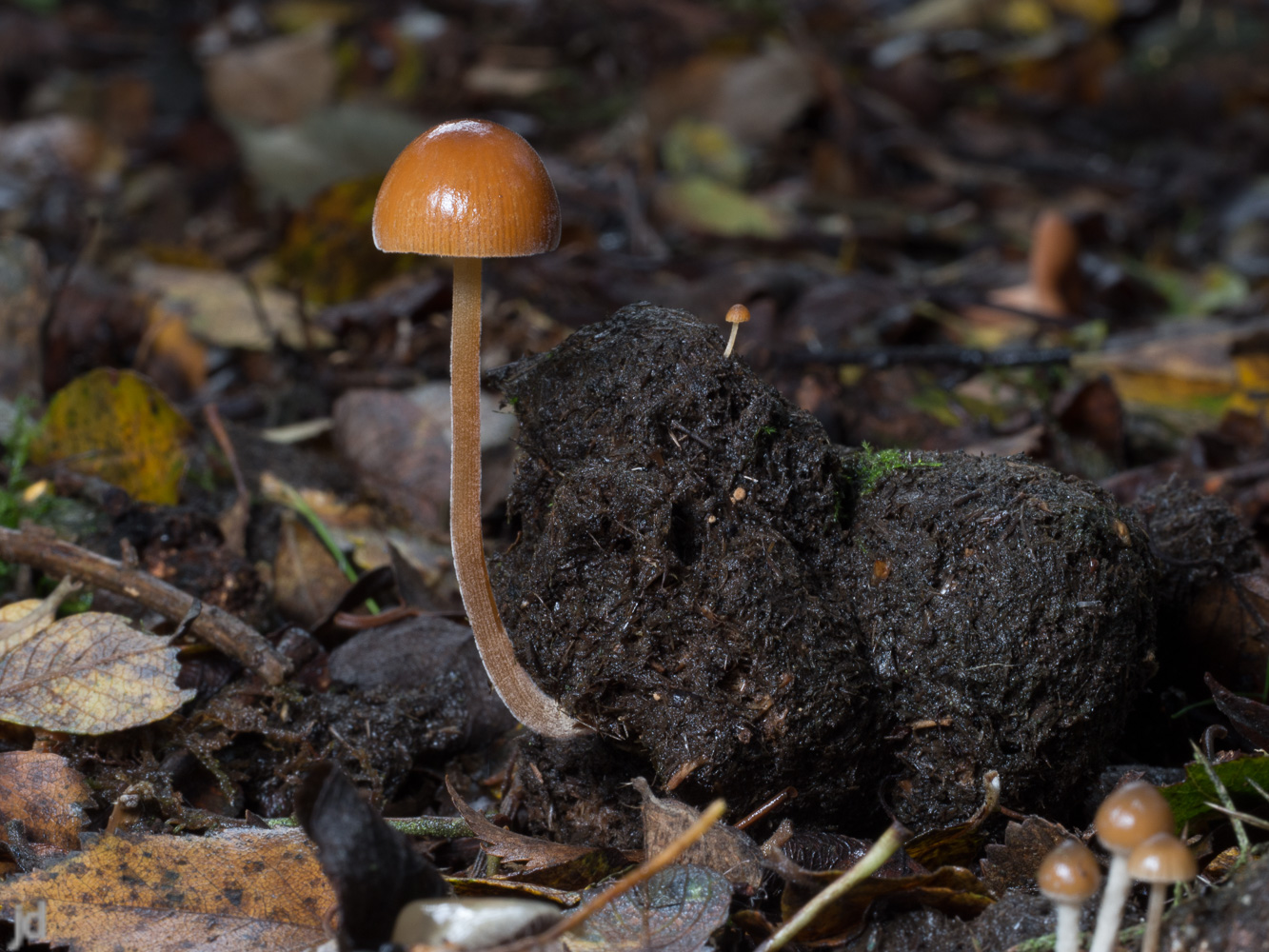
Conocybe pubescens

Conocybe pubescens présente des sporophores élancés au chapeau de 8 à 25 mm (voire 40 mm) de diamètre, conique à plat, porté par un pied de 20 à 90 mm de haut pour 2 à 5 mm de diamètre. Hygrophane et de couleur brun puis ocre, le chapeau est strié sur la moitié de son rayon et est orné d'une pubescence pruineuse sur l'ensemble de la cuticule, sa marge étant plus claire. Les lamelles, adnées, sont crème à l'état jeune, se colorant de brun-rouille en vieillissant. Quant au pied, il est pruineux, strié sur toute sa longueur et coloré de blanc, virant au miel puis au brun-rouille avec l'âge. Sa base est légèrement renflée. Ses caractéristiques organoleptiques ne sont pas véritablement marquées, son odeur est faible et le goût de sa chair est doux, légèrement boisé à légèrement proche de celui du radis,.
Les spores de cette espèce sont particulièrement grandes : elles mesurent de 14,5 à 19 μm de long pour 8 à 11 μm de large ; leur taille est plus importante dans les pays septentrionaux de l'Europe, alors qu'elle est plus faible dans les méridionaux. Elles sont lisses, présentent un pore germinatif net et sont portées par les basides par groupe de quatre. La sporée est brun-rouille. À l'instar de nombreux Conocybes, C. pubescens présente des cystides à sommet brusquement renflé (lécythiforme) sur le chapeau (piléocystide), l'arête des lamelles (cheilocystide) et le pied (caulocystide). Leur grosse tête mesure de 2,5 à 4,5 μm de large,.

### Variétés
- Conocybe pubescens var. pubescens
- Conocybe pubescens var. gilletii Raithelh., 1991, décrite depuis l'Argentine[2]

Conocybe pubescens, le Conocybe pubescent
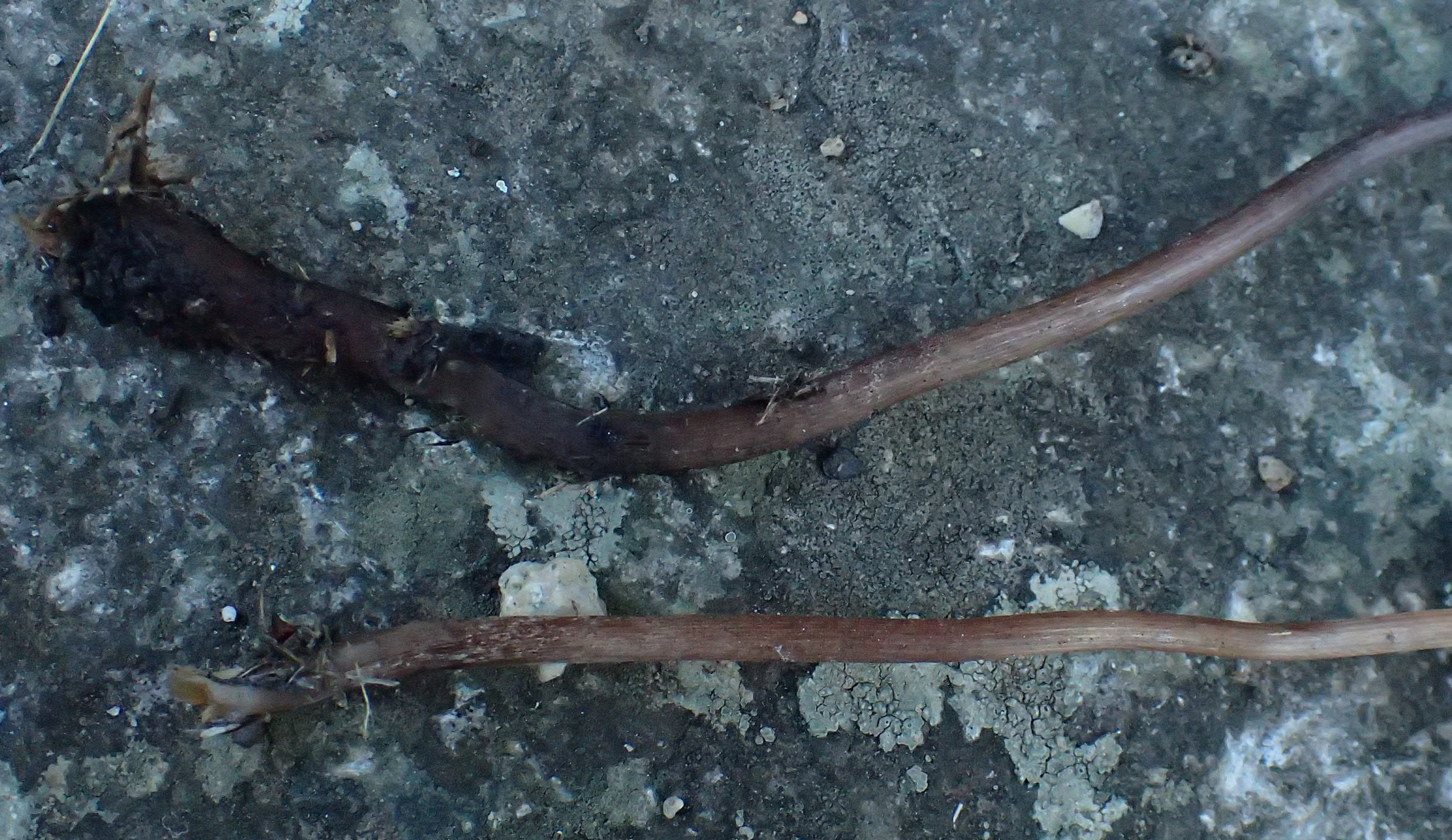
Pied radicant
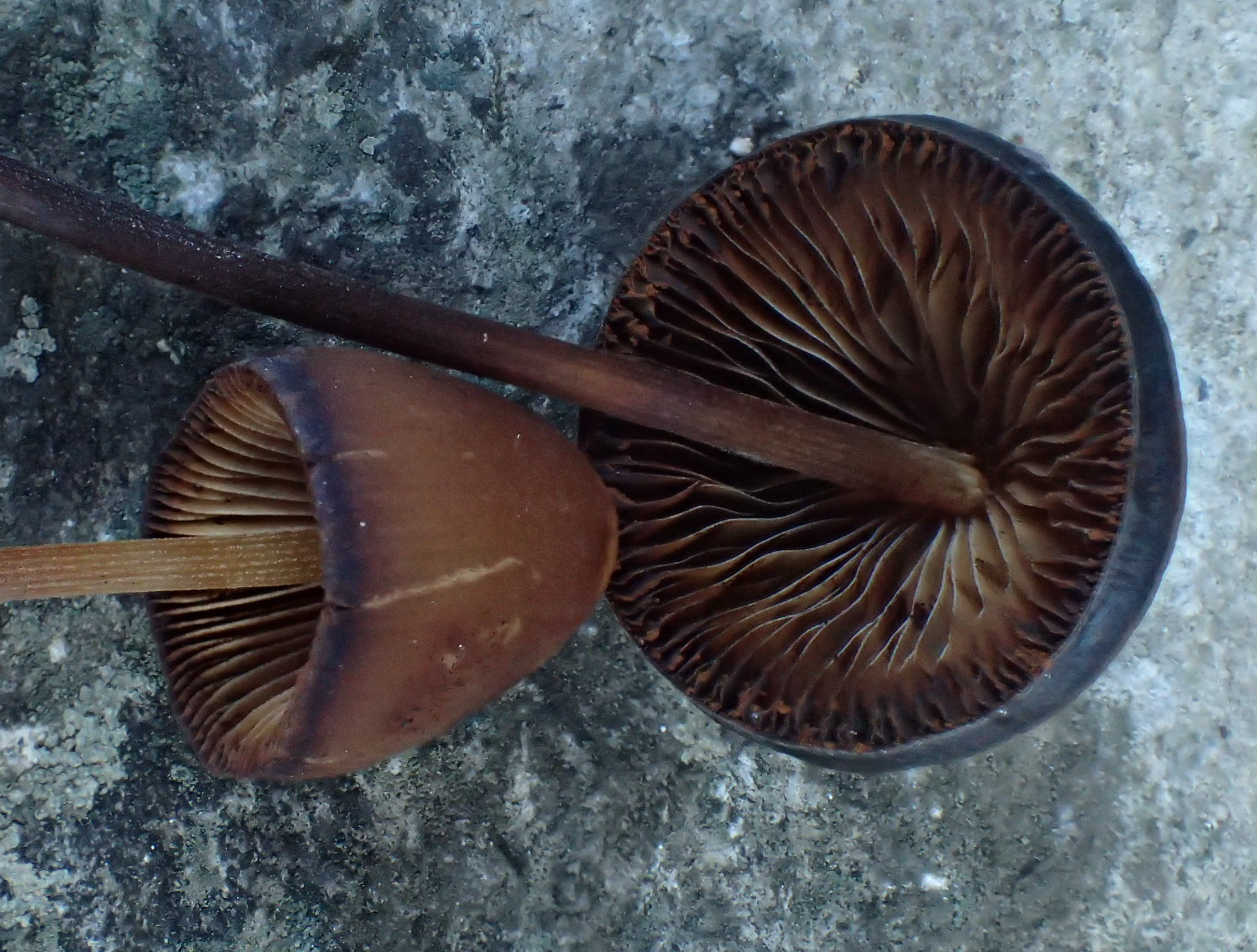
Chapeau et lamelles
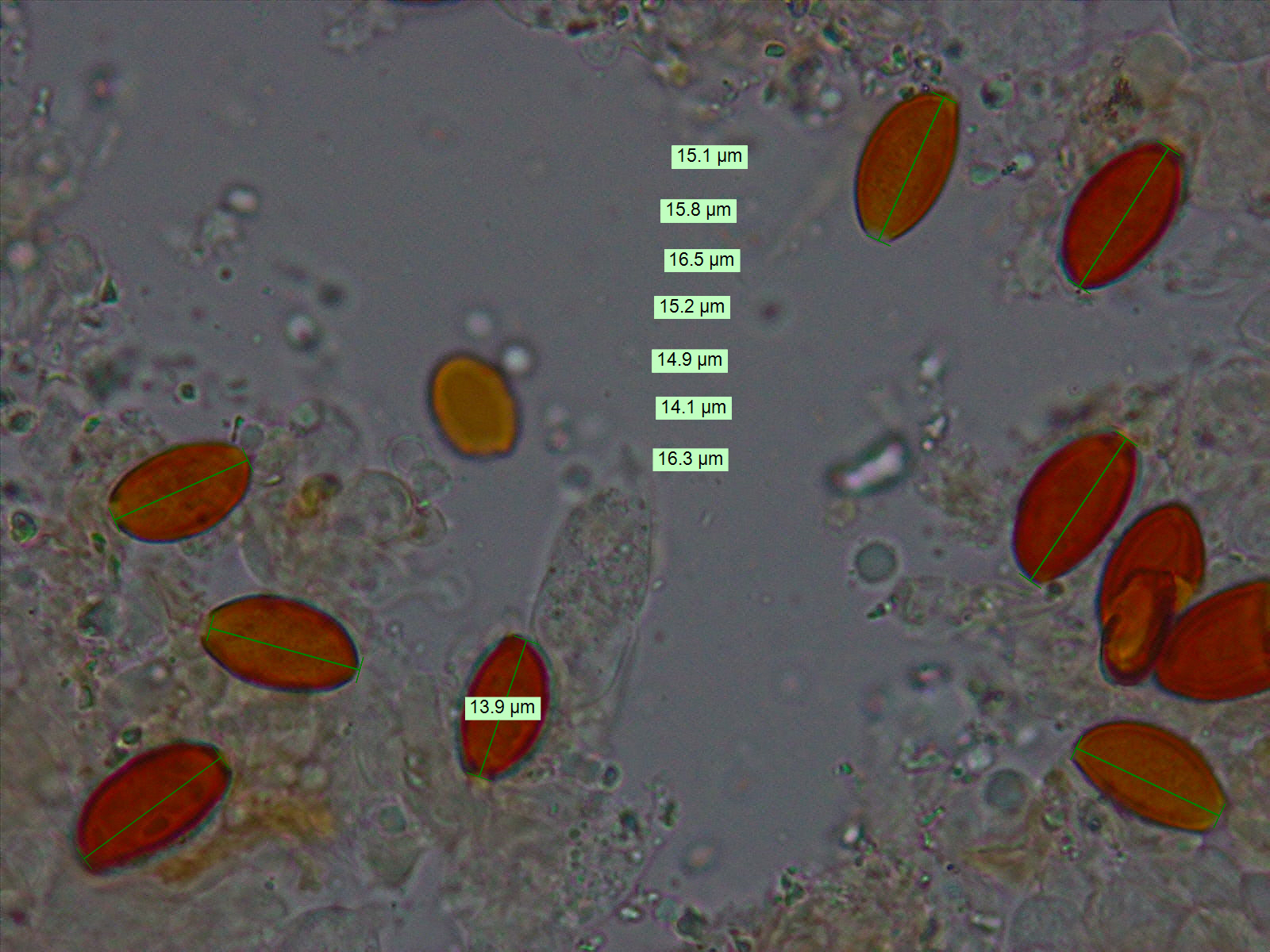
Spores et leurs mesures
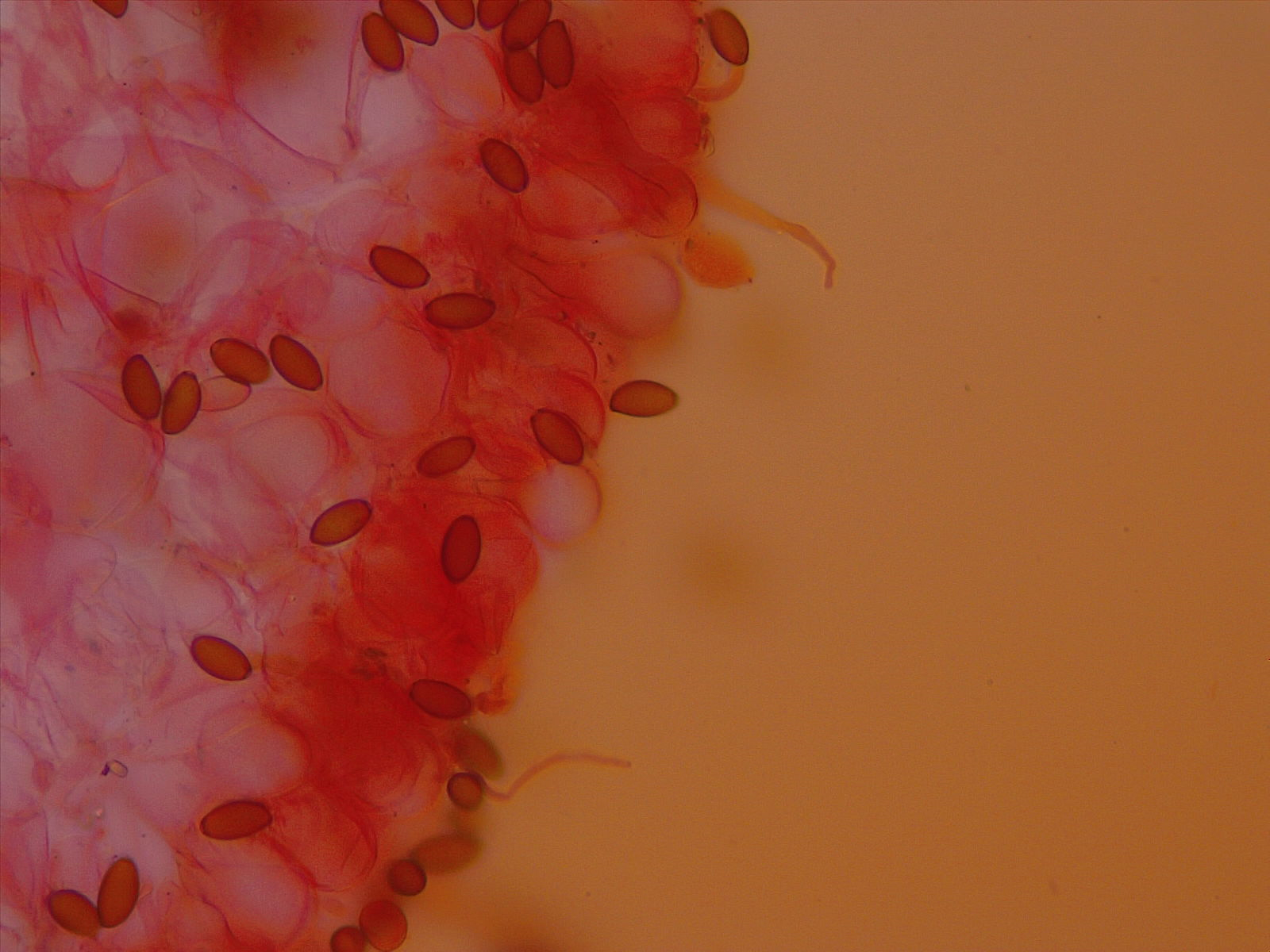
Cystides piliformes de la cuticule du chapeau
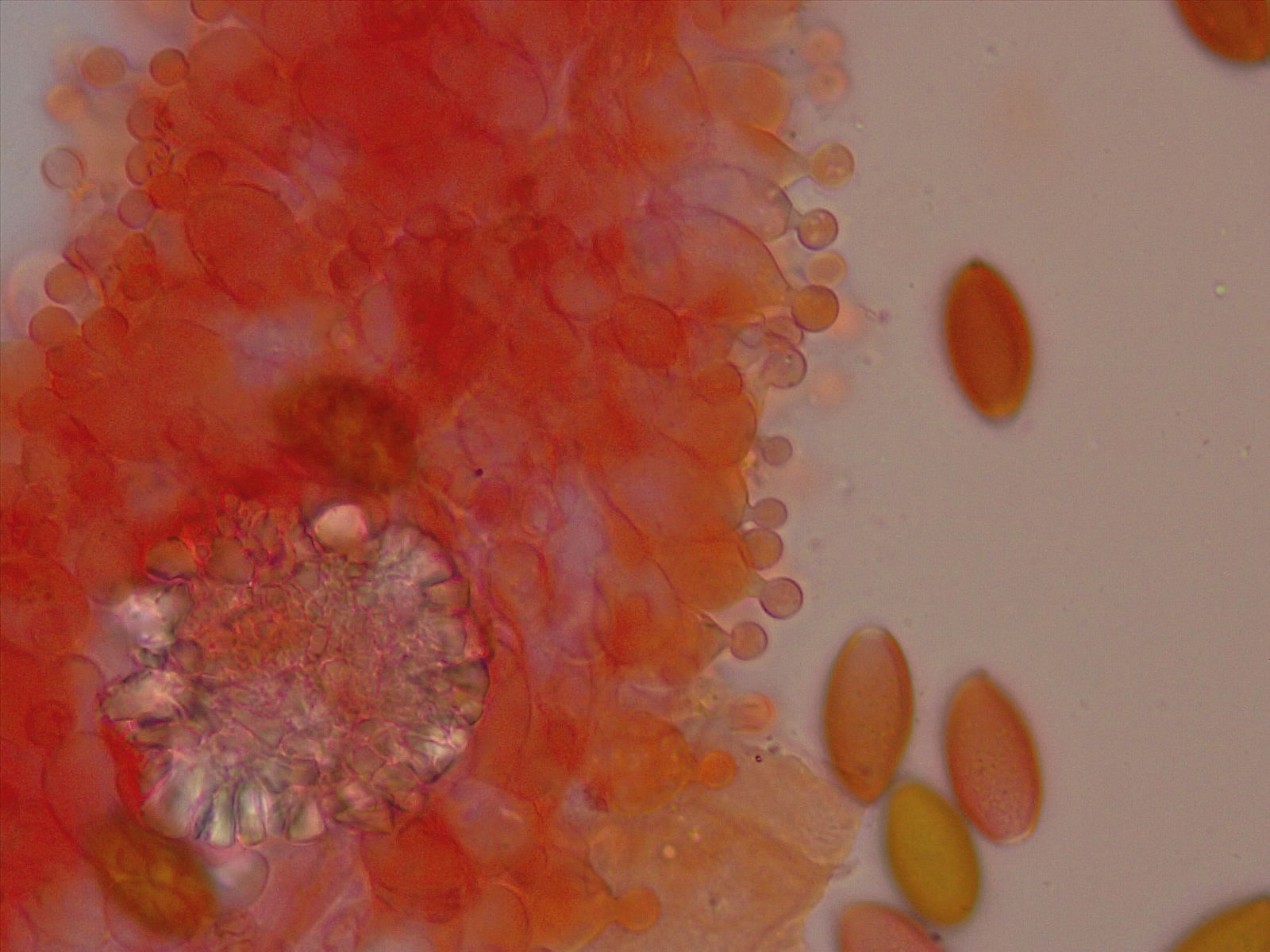
Cystides ampulées lécytiformes des arêtes des lames (cheilocystides)

### Confusions possibles
C. pubescens partage avec le genre Conocybe sa petite taille, son chapeau strié, sa sporée brun-rouille, son pied grêle et son petit bulbe à la base de son pied. Elle s'en différencie principalement par son écologie et par ses poils (cystides) sur l'ensemble de son corps, spécialement sur son chapeau.
Conocybe macrospora est une espèce très proche, anciennement considérée comme une variété de C. pubescens. Elle s'en distingue par des basides portant des spores par deux (et non par quatre) et une écologie non coprophile, poussant plutôt sur sols brûlés. Conocybe gigasperma, également coprophile, est ornée de cystides uniquement sur le pied et présente des spores portées par deux encore plus grandes. Lorsque l'espèce ne pousse pas sur des excréments, elle est difficilement distinguable de Conocybe pulchella. Cette dernière a des fructifications beaucoup plus délicates, un pied particulièrement long et fin, un chapeau plus haut que large et des lamelles espacées. D'autres espèces coprophiles proches des Conocybes peuvent porter à confusion comme Bolpitius coprophilus, au chapeau rose.

## Écologie et répartition

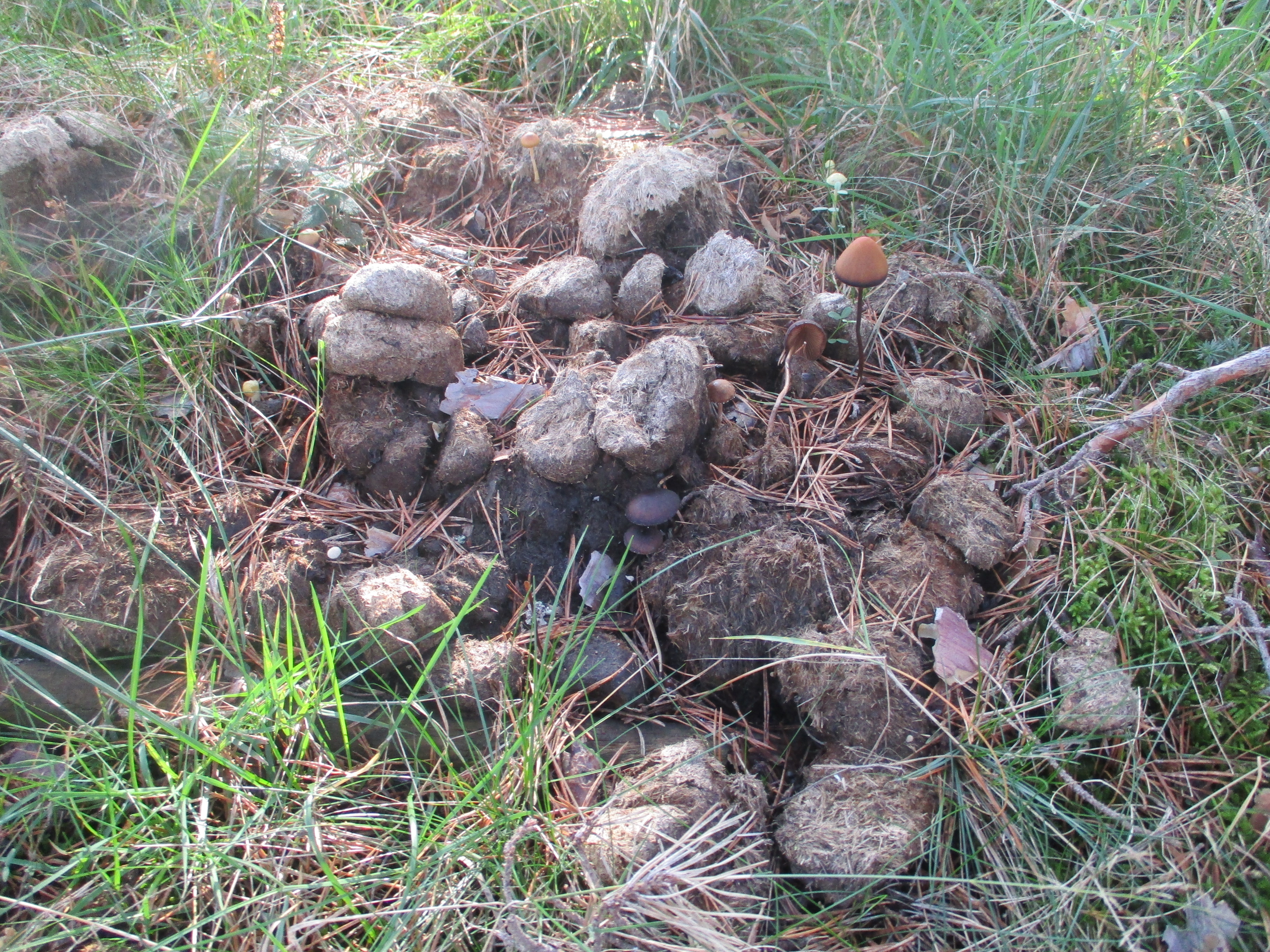
Conocybe pubescens sur crottin de cheval (Haute-Loire, France)

Cette espèce annuelle pousse en solitaire ou en petits groupes. Elle est principalement coprophile, se développant directement sur le fumier, essentiellement le crottin de cheval, la bouse de vache et le fumier d'éléphant, mais également le compost et les pâturages fortement fertilisés. Plus rarement, elle se développe aussi dans la sciure, le bois très décomposé ou la litière d'aiguilles.
C. pubescens est probablement présente dans le monde entier : de l'Arctique aux tropiques et sur tous les continents. Des spécimens ont été récoltés en Afrique de l'Est, au Myanmar, en Inde, en Nouvelle-Zélande, aux États-Unis, au Brésil et en Argentine. Très courante en Europe, elle est présente en Autriche, en Belgique, au Danemark, en Allemagne, en Finlande, en France, en Grande-Bretagne, en Islande, en Italie, aux Pays-bas, en Pologne, en Suède, en Suisse, en Slovaquie et en Espagne dont les Canaries.